# Valentin Frank
Valentin Frank (Szászrégen, 1590 – Nagyszeben, 1648. május 9.) az erdélyi szászok grófja.

## Életpályája
Besztercén és 1610-ben Kolozsvárt tanult. 1613-tól 1621-ig házitanító volt Bécsben Stubick Tóbiás kereskedőnél. Ennek halála után a kereskedő négy fiával 1622–23-ban a strassburgi egyetemen tanult és az 1624. évet Bécsben töltötte. Hazájába visszatérve 1625-ben a nagyszebeni gimnázium rektora lett. 1626-ban kerületi jegyző, 1632–33-ban városi kapitány (Stadthahn) volt. 1639. december 29-étől 1645. június 18-áig polgármester, ettől fogva pedig haláláig a szász nemzet grófja és nagyszebeni királybíró volt.
Munkája: Dissertatio de Calvinismo fugiendo ob depravationem et elusionem dictorum Sacrae Scripturae de reproborum induratione. Praeside Joh. Gisenio… Argentorati, 1621.